# Ralston (Iowa)
Ralston és una població dels Estats Units a l'estat d'Iowa. Segons el cens del 2010 tenia 79 habitants.

## Demografia
Segons el cens del 2000, Ralston tenia 98 habitants, 39 habitatges, i 28 famílies. La densitat de població era de 19,1 habitants/km².
Dels 39 habitatges en un 30,8% hi vivien nens de menys de 18 anys, en un 66,7% hi vivien parelles casades, en un 2,6% dones solteres, i en un 28,2% no eren unitats familiars. En el 25,6% dels habitatges hi vivien persones soles el 12,8% de les quals corresponia a persones de 65 anys o més que vivien soles. El nombre mitjà de persones vivint en cada habitatge era de 2,51 i el nombre mitjà de persones que vivien en cada família era de 3,07.
Per edats la població es repartia de la següent manera: un 24,5% tenia menys de 18 anys, un 6,1% entre 18 i 24, un 27,6% entre 25 i 44, un 29,6% de 45 a 60 i un 12,2% 65 anys o més.
L'edat mediana era de 41 anys. Per cada 100 dones de 18 o més anys hi havia 117,6 homes.
La renda mediana per habitatge era de 34.375 $ i la renda mediana per família de 44.000 $. Els homes tenien una renda mediana de 27.083 $ mentre que les dones 22.083 $. La renda per capita de la població era de 15.746 $. Cap de les famílies i el 0,9% de la població estaven per davall del llindar de pobresa.

## Poblacions més properes
El següent diagrama mostra les poblacions més properes.